# Гюздак
```

```

Гюзда́к (Гюздек; азерб. Güzdək) — селище на сході Азербайджану, розташоване на захід від столиці держави Баку та південний захід від сусіднього селища Гобу, підпорядковане Абшеронському району.

## Географія
Селище розташоване в основі Апшеронського півострова, у вершині западини, утвореною між гірськими вершинами Шабандаг на півночі, Боздаг на заході та Дегдових на сході.

## Історія
Статус селища міського типу Гюздак отримав в 1937 році.

## Населення
Згідно з даними перепису 1989 року в селищі Гюздак проживало 1888 осіб. На 2011 рік населення збільшилось до 2,6 тисяч осіб.

## Господарство
Автомобільні шляхи з'єднують Гюздак із сусідніми селищами Кобу та Пута.